# Maxim Wiktorowitsch Rybalko
Maxim Wiktorowitsch Rybalko (russisch Максим Викторович Рыбалко; * 16. September 1986 in Moskau, Russische SFSR) ist ein russischer Eishockeyspieler, der seit 2019 bei CSM Dunărea Galați unter Vertrag steht. Sein Zwillingsbruder Michail ist ebenfalls professioneller Eishockeyspieler.

## Karriere
Maxim Rybalko begann seine Karriere als Eishockeyspieler in seiner Heimatstadt in der Nachwuchsabteilung des HK Dynamo Moskau, für dessen zweite Mannschaft er von 2003 bis 2005 in der drittklassigen Perwaja Liga aktiv war. Zur Saison 2005/06 wechselte der Verteidiger zu Kristall Saratow in die Wysschaja Liga, die zweite russische Spielklasse, verließ den Verein jedoch bereits nach zwei Spielen wieder und schloss sich dessen Ligarivalen Kapitan Stupino an, für den er die folgenden beiden Jahre spielte. Die Saison 2007/08 verbrachte der Rechtsschütze beim HK Lada Toljatti, für den er in elf Spielen in der Superliga auf dem Eis stand. Die restliche Zeit verbrachte er jedoch bei deren zweiter Mannschaft in der Perwaja Liga, so dass er die folgende Spielzeit bei Krylja Sowetow Moskau in der Wysschaja Liga verbrachte. 
Seit der Saison 2009/10 steht Rybalko bei Amur Chabarowsk in der Kontinentalen Hockey-Liga unter Vertrag. In seinem ersten KHL-Jahr blieb er in 29 Spielen punktlos und erhielt 16 Strafminuten. Seit der Saison 2010/11 steht er für Jermak Angarsk in der neuen zweiten russischen Spielklasse, der Wysschaja Hockey-Liga, auf dem Eis.              

## KHL-Statistik
(Stand: Ende der Saison 2010/11)